# Mesembrina
Genre
Mesembrina est un genre d'insectes diptères, du sous-ordre des brachycères, de la famille des Muscidae.

## Liste d'espèces
Selon Fauna Europaea (26 aout 2021) :
- Mesembrina intermedia
- Mesembrina meridiana - Mésembrine de midi
- Mesembrina mystacea
- Mesembrina resplendens

Selon ITIS (20 aout 2016) :
- Mesembrina latreillii Robineau-Desvoidy, 1830
- Mesembrina solitaria (Knab, 1914)

Selon NCBI (26 aout 2021) :
- Mesembrina decipiens
- Mesembrina latreillii
- Mesembrina meridiana
- Mesembrina mystacea
- Mesembrina resplendens